# 126245 Kandókálmán
(126245) Kandókálmán, denumire internațională (126245) Kandokalman, este un asteroid din centura principală de asteroizi.

## Descriere
126245 Kandókálmán este un asteroid din centura principală de asteroizi. A fost descoperit pe 13 ianuarie 2002 la Piszkesteto de Krisztián Sárneczky și Zsuzsanna Heiner. Asteroidul prezintă o orbită caracterizată de o semiaxă mare de 2,23 ua, o excentricitate de 0,20 și o înclinație de 3,3° în raport cu ecliptica.